# Simon Davies (ur. 1979)
Simon Davies (ur. 23 października 1979 w Haverfordwest) – walijski piłkarz grający na pozycji prawego pomocnika.

## Kariera klubowa
Karierę piłkarską Davies rozpoczął w walijskim zespole Wrexham A.F.C., ale już w wieku 15 lat przeniósł się do angielskiego Peterborough United. W barwach Peterborough zadebiutował w sezonie 1997/1998 w rozgrywkach Division Three i grał tam przez 2,5 roku. 31 grudnia 1999 menedżer zespołu Tottenham Hotspur, George Graham, wykupił go za 700 tysięcy funtów. Do Tottenhamu trafił wraz z klubowym kolegą Matthew Etheringtonem. W klubie z White Hart Lane zadebiutował 9 kwietnia 2000 roku w przegranym 0:2 wyjazdowym spotkaniu z Liverpoolem. Przez pierwsze półtora roku Walijczyk był tylko rezerwowym w „Spurs”, ale w sezonach 2001/2002 i 2002/2003 stał się podstawowym zawodnikiem zespołu. Przez kolejne dwa lata znów jednak był rezerwowym, a do lata 2005 roku rozegrał w koszulce Tottenhamu 121 ligowych spotkań, w których strzelił 13 bramek.
26 maja 2005 roku Davies podpisał kontrakt z Evertonem, do którego trafił za sumę około 4 milionów funtów (w zależności od występów zawodnika w lidze). Swój pierwszy mecz dla klubu z Goodison Park rozegrał 13 sierpnia przeciwko Manchesterowi United (0:2). Jesienią zadebiutował w europejskich pucharach, a konkretnie w Pucharze UEFA. W „The Toffies” grał do końca 2006 roku i przez półtora sezonu wystąpił w 45 meczach tego klubu i zdobył w nich jedną bramkę.
W styczniu 2007 roku Davies po raz kolejny zmienił barwy klubowe i odszedł do Fulham F.C. (sumy transferu nie podano do publicznej wiadomości). W Fulham planowo miał zostać zmiennikiem Francuza Steeda Malbranque’a. 30 stycznia po raz pierwszy wystąpił w barwach Fulham, które przegrało w tamtym meczu 0:2 z Sheffield United. W sezonie 2007/2008 wygrał rywalizację z Malbranque i za postawę w lidze wybrano go Piłkarzem Roku w drużynie Fulham.
Davies 12 maja 2010 roku strzelił jedyną bramkę dla Fulham w przegranym 2:1 finale Ligi Europy z Atlético Madryt.
| Sezon   | Klub                | Kraj   | Rozgrywki      | Mecze | Bramki |
| ------- | ------------------- | ------ | -------------- | ----- | ------ |
| 1997/98 | Peterborough United | Anglia | Division Three | 6     | 0      |
| 1998/99 | Peterborough United | Anglia | Division Three | 43    | 4      |
| 1999/00 | Peterborough United | Anglia | Division Three | 16    | 2      |
| 1999/00 | Tottenham Hotspur   | Anglia | Premier League | 3     | 0      |
| 2000/01 | Tottenham Hotspur   | Anglia | Premier League | 13    | 2      |
| 2001/02 | Tottenham Hotspur   | Anglia | Premier League | 31    | 4      |
| 2002/03 | Tottenham Hotspur   | Anglia | Premier League | 36    | 5      |
| 2003/04 | Tottenham Hotspur   | Anglia | Premier League | 17    | 2      |
| 2004/05 | Tottenham Hotspur   | Anglia | Premier League | 21    | 0      |
| 2005/06 | Everton F.C.        | Anglia | Premier League | 30    | 1      |
| 2006/07 | Everton F.C.        | Anglia | Premier League | 15    | 0      |
| 2006/07 | Fulham F.C.         | Anglia | Premier League | 14    | 2      |
| 2007/08 | Fulham F.C.         | Anglia | Premier League | 37    | 5      |
| 2008/09 | Fulham F.C.         | Anglia | Premier League | 33    | 2      |
| 2009/10 | Fulham F.C.         | Anglia | Premier League | 17    | 0      |
| 2010/11 | Fulham F.C.         | Anglia | Premier League | 30    | 4      |
| 2011/12 | Fulham F.C.         | Anglia | Premier League | 6     | 0      |

## Kariera reprezentacyjna
W reprezentacji Walii Davies zadebiutował 28 marca 2001 roku w zremisowanym 1:1 domowym meczu eliminacji do Mistrzostw Świata 2002 z Ukrainą. Natomiast pierwszą bramkę w kadrze narodowej zdobył 21 sierpnia 2002 w zremisowanym 1:1 towarzyskim spotkaniu z Chorwacją. Od czasu debiutu jest podstawowym zawodnikiem kadry narodowej.